# NGC 3688
NGC 3688 is een spiraalvormig sterrenstelsel in het sterrenbeeld Beker. Het hemelobject werd in 1880 ontdekt door de Britse astronoom Andrew Ainslie Common.

## Synoniemen
- MCG -1-29-24
- NPM1G -08.0344
- PGC 35269